# Voulez-vous coucher avec moi ?

Voulez-vous coucher avec moi (ce soir) ? est une expression française popularisée notamment dans le monde anglo-saxon. 
Elle est surtout connue comme étant le refrain de la chanson américaine Lady Marmalade de Patti LaBelle, classée no 1 aux États-Unis en 1974 et 1975. Cette chanson fut ensuite reprise de nombreuses fois, notamment en 2001 par Pink, Christina Aguilera, Mýa, et Lil' Kim, pour la bande originale du film Moulin Rouge, également classée no 1 dans plusieurs pays ou encore improvisée au piano par John Lennon dans un appartement à New York en 1975.

## Origine
L'origine de l'expression vient du roman Three Soldiers de John Dos Passos en 1921, où la phrase est écrite sous la forme américanisée de « Voulay Vous couchay aveck moy? ». Elle apparaît ensuite à deux reprises dans le poème Little Ladies de E. E. Cummings en 1922, puis en 1947 dans la pièce de théâtre de Tennessee Williams, Un tramway nommé Désir.

## Autres apparitions
- Voulez-vous coucher avec moi ? est également le titre d'une émission italienne de radio sur la sexualité présentée par l'actrice pornographique Cicciolina à partir de 1973 sur Radio Luna et d'une chanson de 1980, composée par les musiciens de country David Frizzell et Shelly West (qui n'a rien à voir avec Lady Marmalade).
- La question Voulez-vous coucher avec moi ? apparaît notamment dans le récit de Diderot intitulé Ceci n'est pas un conte, écrit en 1772. Elle est prononcée par Mlle de La Chaux, qui s'adresse au docteur Le Camus[4].
- Dans la pièce mais aussi dans le film Un Tramway nommé Désir, écrit par Tennessee Williams et réalisé par Elia Kazan, le personnage de Blanche DuBois (Vivien Leigh) s'adresse à Mitch (Karl Malden) en lui disant : « Voulez-vous couchez avec moi ? ». La comparaison est intéressante puisque Blanche prononce cette phrase en français, elle n'est pas traduite ; Mitch ne peut ainsi pas la comprendre.
- Voulez-vous coucher avec moi ? est également le titre d’une chanson du duo musical Daf, sortie en simple en 1986.